# Tony Zabel
Tony Zabel, född den 17 mars 1971, är en svensk ishockeytränare och före detta spelare. Han har tidigare varit assisterande tränare och huvudtränare för Djurgården och Kallinge/Ronneby IF. Som spelare spelade han för IFK Tumba och IFK Salem.

## Karriär
Zabel var under flera år juniortränare i Djurgården. Den 30 januari 2012 tog han över som huvudtränare för A-laget efter Hardy Nilsson som fått sparken. Det var då redan bestämt att Zabel bara skulle vara huvudtränare tills Charles Berglund kunde ta över posten, och när det i mars stod klart att Djurgården hamnat i Kvalserien gick Berglund in som huvudtränare med Zabel som assisterande. Charles Berglund lyckades dock inte hålla kvar DIF i Elitserien. Efter svaga resultat i Hockeyallsvenskan säsongen 2012/2013 valde Berglund i november 2012 att sluta som huvudtränare, och Tony Zabel gick återigen in på den posten. Zabel fick återigen lämna jobbet som huvudtränare säsongen 2013/2014, till fördel för Djurgårdens tidigare huvudtränare Hans Särkijärvi, vilket resulterade i att Zabel lämnade Djurgården.. Zabel återvände rätt snart till Djurgården inför säsongen 2014/2015 som assisterande tränare. Efter säsongen lämnade han Djurgården igen för att bli huvudtränare för Kallinge-Ronneby IF.